# Ernest André
Ernest André [n. 20 martie 1838, Beaune, Bourgogne, Franța – d. 5 aprilie 1914, Gray⁠(d), Franche-Comté⁠(d), Franța) a fost un entomolog francez care a fost un specialist în himenoptere. A fost membru al Société Entomologique de France.

## Publicații (selecție)
Ernest André a fost co-fondator al revistei Miscellanea Entomologica și editor de lungă durată al revistei Bulletin de la Société grayloise d'émulation.
Cea mai importantă lucrare a sa ca editor, până la al cincilea volum din 1889, împreună cu fratele său Edmond, a fost lucrarea Species des Hyménoptéres d'Europe et d'Algérie. Ernest André însuși a scris partea legată de furnici a celui de-al doilea volum și al optulea volum despre viespi.
- Description des fourmis d'Europe pour servir à l'étude des insectes myrmécophiles, 1874
- Species des hyménoptères composant le groupe des formicides: avec l'exposé de leurs mœurs et la description de toutes les espèces d'Europe et des pays limitrophes en Afrique et en Asie..., éd. F. Bouffaut, 1882, 438 pages
- PDF  Les fourmis[nefuncțională – arhivă]
, Paris, coll. « La Bibliothèque des merveilles », 1885, numérisé sur Gallica
- Edmond André, Ernest André (dir.) : Species des hyménoptères d'Europe & d'Algérie. Rédigé d'après les principales collections, les mémoires les plus récents des auteurs et les communications des entomologistes spécialistes.: Rédigé d'après les principales collections, les mémoires les plus récents des auteurs et les communications ... : Ernest André est le directeur des volumes 5 à 11.
  - T.1, Les mouches à scies, par Ernest André
  - T.2, Les fourmis, par Ernest André ; Les guêpes,  par Edmond André
  - T.3. Les Spégiens,  Edmond André
  - T.4-5-5B, Les Braconides, Rev. T. A. Marshall
  - T.6, Les Chrysides, par Robert du Buysson
  - T.7-7B, Les Cynipides,  Jean-Jacques Kieffer
  - T.8, Les Mutillides, par Ernest André
  - T.9-11, Proctotrypidae,  par Jean-Jacques Kieffer et le Rev. T. A. Marshall